# Fujiwara no Takaie
Fujiwara no Takaie (藤原 隆家) (né en 979, mort le 2 février 1044), fils de Fujiwara no Michitaka, est le gouverneur régional de Kyūshū (Dazai gon no sochi). Il est fils de Fujiwara no Michitaka et de sa femme Takashina no Takako et ainsi petit-fils de Fujiwara no Morosuke. Il a une sœur Teishi.
Takaie mène avec succès la défense de Dazaifu contre l'invasion Toi de 1019.
Il se retire en 1070 et fait construire une villa de retraite à Kikuchi où il réside jusqu'à sa mort. Les restes de sa villa sont encore visibles . 
Un  homme nommé Chikanori (親則) travaille pour lui.
Fujiwara Noritaka, petit-fils de Takaie, fonde le clan Kikuchi. 

## Source de la traduction
- (en) Cet article est partiellement ou en totalité issu de l’article de Wikipédia en anglais intitulé « Fujiwara Takaie » (voir la liste des auteurs).